# LRSVM Tamnava
LRSVM Tamnava (serbisk kyrilliska: ЛРСВМ Тамнава; fullständigt namnː Лансер Ракета Самоходни Висецевни Модуларни Тамнава; latinska: Lanser Raketa Samohodni Visecevni Modularni Tamnava) är ett serbiskt 267/122 mm raketartillerisystem som är utvecklat av Yugoimport SDPR. Det är avsedd att stärka den serbiska militärens artilleriförmåga.
Systemet avslöjades först av Yugoimport SDPR i februari 2020. Systemet har vissa likheter med den tjeckoslovakiska RM-70.

## Konstruktion
LRSVM Tamnavas chassi är baserad på lastbilen KAMAZ 6560 8×8, som man kan se på hytten. Fordonet har en längd på 10,5 m, en bredd på 2,6 m och en höjd på 2,8 m. Systemets maximala stridsvikt är ungefär 35 ton. Besättningen är tre personer. Fordonet är också utrustat med en GPS. På taket på förarhytten finns även en kulspruta. 

## Beväpning
Den totala beväpningen som systemet kan bära utgör 50 stycken 122 mm eller 12 stycken 267 mm raketer, men kan också bära två extra 122 mm.
Det kan ta upp till 90 sekunder för systemet att förbereda inför avfyrning.

## Skydd
Kabinen på fordonet är försett med pansarskydd som kan skydda besättningen från beskjutningar. På varje sida av hytten finns en rökgranatkastare. Fordonet är också försett med en grön kamouflagefärg.

## Motor och hastighet
Systemet drivs av en dieselmotor av modellen KAMAZ-740.63-400 som har ca 400 hk och har 16 växlar. Den har en maximal väghastighet på ca 90 km/h och kan uppnå en maximal räckvidd på ca 1 200 km.

## Övrigt
LRSVM Tamnava kan transporteras via flygplan, båtar, lastbil eller tåg.